# Хасанов, Ринат Равильевич
Ринат Равильевич Хасанов (род. 3 июля 1972, Москва) — советский и российский хоккеист, нападающий. Тренер.

## Биография
Племянник футболиста Рушана Хасанова. Воспитанник хоккейного ЦСКА, первый тренер Виктор Мансуров (Манцуров). Начинал играть в низших лигах за «Корд» Щёкино (1990/91), «Кристалл» Электросталь (1991/92), «Крылья Советов-2» (1992/93, два матча за первую команду). Сезон 1993/94 провёл в команде «Детройт Фэлконс». Вернувшись в Россию, выступал за команды «Молот» Пермь (1994/95 — 1995/96), ЦСКА (1996/97 — 1997/98), «Металлург» Новокузнецк (1998/99 — 1999/2000, 2007/08), «Локомотив» Ярославль (2000/01), «Крылья Советов» (2001/02 — 2002/03), «Салават Юлаев» (2002/03 — 2004/05), «Сибирь» (2004/05 — 2006/07), ХК МВД (2008/09, КХЛ).
Во многих командах играл под руководством Сергея Николаева.
Тренер в школах «Атлант» Мытищи (2010—2011), «Динамо» Москва (2011—2014). С 2014 года — тренер в системе ЦСКА. В сезоне 2017/18 — главный тренер команды МХЛ «Красная армия», тренер юниорской сборной России. Главный тренер команд «Красная армия» (2020/21 — 2022/23), «Звезда» (с 2023/24, ВХЛ).
Признан лучшим тренером в чемпионате МХЛ 2021/22.